# Liste der Ehrenbürger von Würzburg
Die Stadt Würzburg hat seit 1819 45 Personen das Ehrenbürgerrecht verliehen.
Im Zuge der Eingemeindung der Stadt Heidingsfeld am 1. Januar 1930 wurde die dort verliehene Ehrenbürgerschaft von Franz Otto übernommen.
Hinweis: Die Auflistung erfolgt chronologisch nach Datum der Zuerkennung.

## Die Ehrenbürger der Stadt Würzburg
1. Georg Josef von Seuffert (1793–1864)
Bezirksgerichtsdirektor
Verleihung 1819
2. Johann Adam von Seuffert (* 15. März 1794 in Würzburg; † 8. Mai 1857 in München)
Professor an der Universität
Verleihung 1819
3. Wilhelm Joseph Behr (* 26. August 1775 in Sulzheim; † 1. August 1851 in Bamberg)
Professor der Rechte
Verleihung 1819
4. Rudolf Graf von Rechteren-Limpurg (* 22. September 1751; † 20. Juni 1842 in Sommerhausen)
Generalmajor
Verleihung 1819
5. Arnold Friedrich von Mieg (1778–1842)
Ministerialrat
Verleihung 1824
6. Johann Lukas Schönlein (* 30. November 1793; † 23. Januar 1864 in Bamberg)
Arzt am Juliusspital
Verleihung 1830
7. Georg Thomas Haaf (* 6. Oktober 1777 in Simringen; † 22. März 1843 in Würzburg)
geistlicher Rat und Pfarrer (Spitalpfarrer am Juliusspital)
Verleihung 1837
8. Eleonore Landgräfin von Hessen-Rotenburg (* 13. Juli 1799; † 10. November 1851)
Wohltäterin
Verleihung 1837
9. Franz Philipp Horn (* 16. November 1781 in Wolfsmünster; † 1856 in Würzburg)
Rektor der Kreisgewerbeschule, Pflegeamtsdirektor des Juliusspitals
Verleihung 1838
10. Josef Fröhlich (* 20. Mai 1780 in Würzburg; † 5. Januar 1862 ebenda)
Gründer der Musikschule
Verleihung 1851
11. Johannes Bolongaro Crevenna (* 3. April 1807 in Amsterdam; † 16. Oktober 1871 in Würzburg)
Kaufmann und Fabrikant
Verleihung 1851
12. Ludwig Wickenmayer (* 1. April 1805 in Würzburg; † 2. Februar 1879 ebenda)
Stadtpfarrer zu St. Gertrud
Verleihung 1856
13. Johann Martin von Wagner (* 24. Juni 1777 in Würzburg; † 8. August 1858 in Rom)
Direktor der Akademie der bildenden Künste
Verleihung 1857
14. Jakob Huth (* in Würzburg)
Weinhändler
Verleihung 1857
15. Friedrich Wilhelm von Scanzoni (* 21. Dezember 1821 in Prag; † 12. Juni 1891 in Schloß Zinneberg)
Arzt, Professor für Gynäkologie und Geburtshilfe
Verleihung 1858
16. Ludwig von Weis (* 19. Januar 1813 in Zweibrücken; † 15. Mai 1880 in München)
Erster Bürgermeister
Verleihung 1866

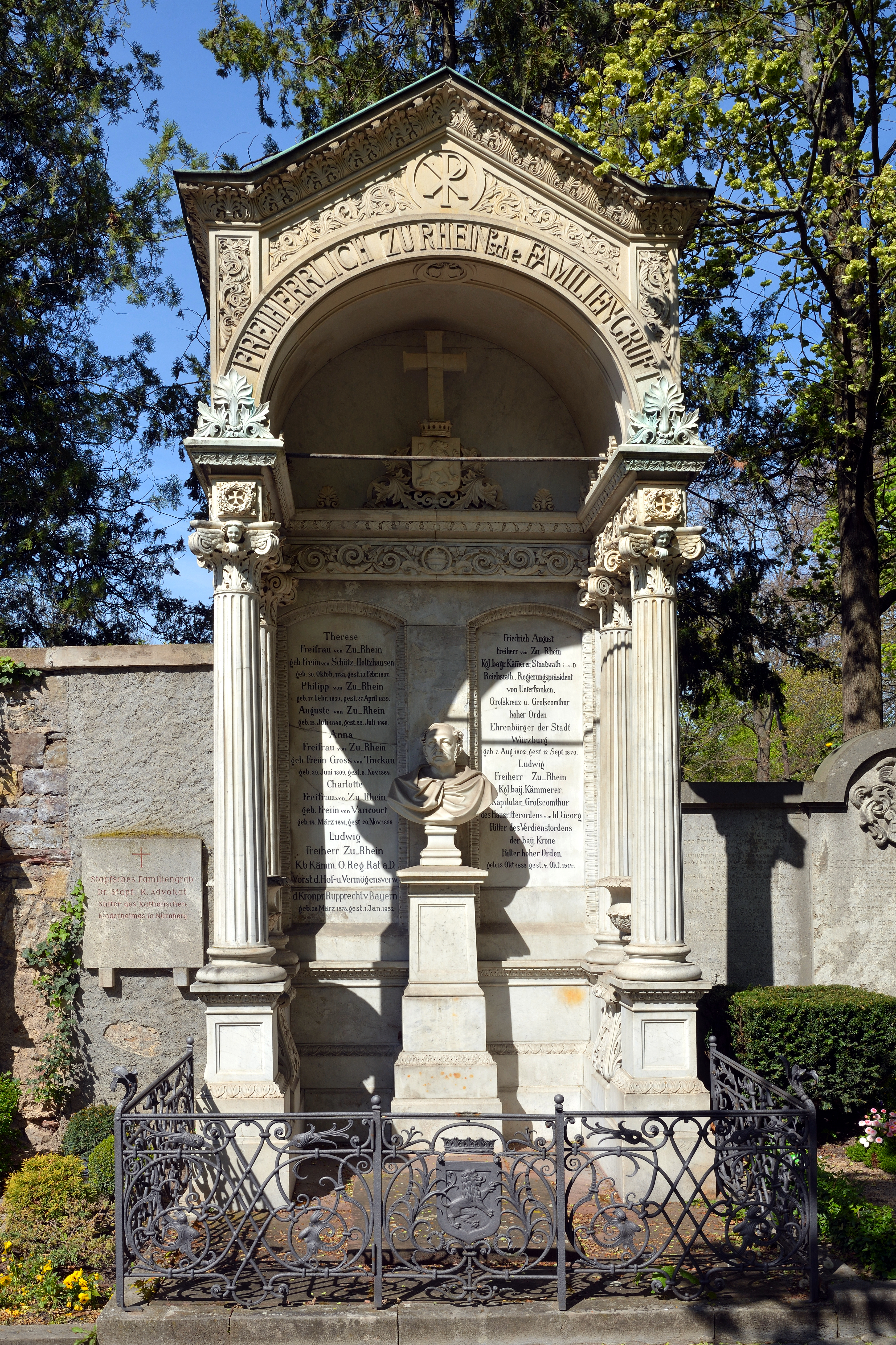
Grabmal von Friedrich August Freiherr von Zu-Rhein
17. Friedrich August Freiherr von Zu-Rhein (* 7. August 1802 in Würzburg; † 12. September 1870 ebenda)
Staatsrat, Präsident der Regierung von Unterfranken
Verleihung 1866
18. Georg von Zürn (* 17. August 1834 in Würzburg; † 10. Mai 1884 ebenda)
Erster Bürgermeister
Verleihung 1870
19. Jakob von Hartmann (* 4. Februar 1795 in Edenkoben; † 23. Februar 1873 in Würzburg)
Generalkommandant
Verleihung 1871
20. Joseph von Schork (* 7. Dezember 1829 in Kleinheubach; † 25. Januar 1905 in Bamberg)
Erzbischof von Bamberg
Verleihung 1891
21. Albert von Koelliker (* 6. Juli 1817 in Zürich; † 2. November 1905 in Würzburg)
Universitätsprofessor
Verleihung 1892
22. Friedrich von Luxburg (* 21. August 1829 in Laubegast; † 23. November 1905 in Würzburg)
Präsident der Regierung von Unterfranken
Verleihung 1899
23. Franz Otto (* 20. Januar 1821 in Höchstadt; † 11. September 1911 in Heidingsfeld)
Altbürgermeister von Heidingsfeld
Verleihung 1901 in Heidingsfeld
24. Franz Joseph Stein (* 4. April 1832 in Amorbach; † 4. Mai 1909 in München)
Erzbischof von München
Verleihung 1902
25. Friedrich Prym (* 28. September 1841 in Düren; † 15. Dezember 1915 in Bonn)
Universitätsprofessor
Verleihung 1911
26. Philipp Ritter von Michel (* 1. April 1845 in Sachsenheim; † 13. Juni 1922 in Würzburg)
Oberbürgermeister
Verleihung 1913
27. Friedrich Ritter von Brettreich (* 25. Dezember 1858 in Bamberg; † 21. März 1938 in Ägypten)
Staatsminister
Verleihung 1916

Wilhelm Conrad Röntgen
28. Wilhelm Conrad Röntgen (* 27. März 1845 in Lennep; † 10. Februar 1923 in München)
Universitätsprofessor, Nobelpreisträger 1901
Verleihung 1921
29. Adolf Hitler
Reichskanzler und Diktator
Verleihung 27. Juni[1] 1933 (ausgesprochen am 2. Mai 1933[2]) – am 13. August 1945 wieder entzogen[3]
30. Paul von Hindenburg
Generalfeldmarschall und Reichspräsident
Verleihung 2. Mai 1933[4]
31. Franz Ritter von Epp (* 16. Oktober 1868; † 31. Januar 1947)
General und Reichsstatthalter in Bayern
Verleihung 16. Oktober 1938 (mit Beschluss vom 19. Juli)[5] – am 13. August 1945 wieder entzogen[6]
32. Ludwig Siebert (* 17. Oktober 1874 in Ludwigshafen; † 1. November 1942 in Stock am Chiemsee)
Jurist, Politiker, Bürgermeister von Rothenburg ob der Tauber, Oberbürgermeister von Lindau im Bodensee und bayerischer Ministerpräsident
Verleihung 17. Oktober 1938 (mit Beschluss vom 19. Juli)[7] – am 13. August 1945 wieder entzogen[8]
33. Hans Löffler (* 22. Juni 1872 in Karlstadt; † 7. September 1955 in Würzburg)
Oberbürgermeister
Verleihung 1947
34. Franz Stadelmayer (* 12. Januar 1891 in Scheinfeld; † 19. Mai 1971 in München)
Oberbürgermeister
Verleihung 1961
35. Gerda Laufer (* 3. Januar 1910 in Würzburg; † 24. November 1999 ebenda)
Politikerin (SPD), Mitglied des Stadtrats, Bezirksrats und Landtags
Verleihung 1995
36. Jean-Marie Girault (* 9. Februar 1926 in Pont l´Évêque; † 1. Mai 2016 in Caen)
Oberbürgermeister von Caen (Frankreich)
Verleihung 2000
37. Hans-Bernhard Bolza-Schünemann (* 20. Mai 1926 in Bremen; † 23. Juli 2010)
Unternehmer, Präsident der IHK
Verleihung 2000
38. Robert Krick (* 7. Juni 1922 in Würzburg; † 24. Juni 2017)
Verleger und Stifterehepaar
Verleihung 2002
39. Margret Krick (* 1. Dezember 1926 in Köln; † 5. April 2016)
Stifterehepaar
Verleihung 2002
40. Hermann Kupsch (* 24. September 1918; † 16. November 2013)
Kaufmann, baute nach dem Zweiten Weltkrieg die elterliche Firma zu einem mainfränkischen Vorzeigebetrieb aus
Verleihung 2008
41. Peter C. Ruppert
Sammlerehepaar von konkreter Kunst. Diese haben Teile ihrer Sammlung als Leihgabe ins Würzburger Museum im Kulturspeicher übergeben. Stiften den alle drei Jahre von der Stadt Würzburg vergebenen „Peter-C.-Ruppert-Preis“ in Höhe von 15.000 Euro
Verleihung 2008
42. Rosemarie Ruppert
Sammlerehepaar von konkreter Kunst. Diese haben Teile ihrer Sammlung als Leihgabe ins Würzburger Museum im Kulturspeicher übergeben. Stiften den alle drei Jahre von der Stadt Würzburg vergebenen „Peter-C.-Ruppert-Preis“ in Höhe von 15.000 Euro
Verleihung 2008
43. Barbara Stamm (* 29. Oktober 1944 in Bad Mergentheim; † 5. Oktober 2022 in Würzburg)
Politikerin
Verleihung 2019[9]
44. Josef Schuster (* 20. März 1954 in Haifa)
Arzt, Präsident des Zentralrats der Juden in Deutschland
Verleihung 2023[10]